# David Norwood
David Robert Norwood (ur. 3 października 1968 w Farnworth) – angielski szachista i dziennikarz, reprezentant Andory od 2011, arcymistrz od 1988 roku.

## Kariera szachowa
W 1985 r. zwyciężył w kołowym turnieju w Londynie oraz zajął II miejsce w memoriale Eileen Tranmer w Brighton. Rok później podzielił I lokatę (wraz z Erikiem Pedersenem) w Londynie, natomiast w 1987 r. podzielił II miejsce (za Josefem Klingerem) w Zugu. W tym i kolejnym roku reprezentował barwy swojego kraju w mistrzostwach świata juniorów do lat 20. W 1988 zwyciężył w Londynie (wraz z Siergiejem Kudrinem i Michaelem Adamsem), w 1989 r. był drugi (za Patrickiem Wolffem) w Toronto oraz podzielił II miejsce (za Michaelem Adamsem, wraz z Danielem Kingiem i Jonathanem Mestelem) w mistrzostwach Wielkiej Brytanii rozegranych w Plymouth. W następnym roku podzielił II lokatę w turnieju młodych mistrzów w Oakham (za Ilanem Manorem, wraz z Siergiejem Tiwiakowem, Pavlem Blatnym i Zbynkiem Hrackiem), w 1992 znalazł się wśród zwycięzców otwartego turnieju w Kalkucie (wraz z m.in. Viswanathanem Anandem), dwa lata później dzieląc w tym mieście II miejsce (za Siergiejem Tiwiakowem, wraz z m.in. Anthony Milesem i Jörgiem Hicklem).
Od 1996 r. brał udział wyłącznie w rozgrywkach drużynowych w Wielkiej Brytanii oraz Niemczech, natomiast w 2001 r. zakończył karierę szachisty i przestał występować w turniejach klasyfikowanych do szachowego rankingu ELO. W tym samym roku przekazał Brytyjskiej Federacji Szachowej 88 tys. funtów z przeznaczeniem na szkolenie młodzieży, a w następnym został menedżerem angielskich drużyn startujących w szachowej olimpiadzie w Bledzie.
Prowadzi szachową kolumnę w brytyjskim dzienniku The Daily Telegraph, jest również autorem kilku książek poświęconych tematyce szachowej.

## Publikacje
- Trends in King’s Indian Attack (1991)
- Winning with the Modern (1994)
- The Modern Benoni (1994)
- Advanced Chess (1995)
- "Daily Telegraph" Chess Puzzles (1995)
- "Daily Telegraph" Guide to Chess (1995)